# (2867) Šteins
Pour les articles homonymes, voir Steins.
(2867) Šteins est un petit astéroïde de la ceinture principale découvert le 4 novembre 1969 par Nikolaï Tchernykh à Nauchnyj. Il a été baptisé d'après Kārlis Šteins, astronome soviétique (1911-1983),.
Une étude de l'Observatoire européen austral démontra que Šteins est un astéroïde de type E, relativement rare car seulement 21 de ce genre ont été répertoriés en 2008, avec un diamètre d'approximativement 4,6 km.

## Mission Rosetta
Le 5 septembre 2008, la sonde Rosetta a survolé l'astéroïde. À 18h58 GMT, la sonde est passée à une distance d'environ 800 kilomètres à une vitesse relative de 8,6 kilomètres par seconde. Les premières photos montrent que cet astéroïde a une forme de diamant d'environ 5 km avec un grand cratère de 1,5 km sur la face supérieure.
Rosetta a approché un autre astéroïde, (21) Lutèce, le 10 juillet 2010.
Après (951) Gaspra, (243) Ida et son satellite Dactyle (1993, sonde Galileo), (9969) Braille (1999, sonde Deep Space 1), (433) Éros et (253) Mathilde (2001, sonde NEAR Shoemaker), (5535) Annefrank (2002, sonde Stardust), (25143) Itokawa (2005, sonde Hayabusa) et (132524) APL (2006, sonde New Horizons), (2867) Šteins est le dixième[réf. nécessaire] astéroïde à avoir été approché par un engin spatial[réf. nécessaire].

## Géologie
Cet astéroïde est constitué de silicates et sa surface est sombre. L'analyse des images prises par la sonde Rosetta permet de dénombrer au moins 42 cratères de 150 mètres ou plus de diamètre, dont deux gros d'un diamètre d'environ deux kilomètres.
Au 16 octobre 2015, 23 cratères et une région ont été baptisés.